# Christine Erlach
Christine Erlach (* 23. November 1970 in Hannover) ist eine deutsche Psychologin, systemische Organisationsberaterin und Autorin mit Schwerpunkt in der narrativen Organisationsentwicklung (siehe Schriften).

## Leben
Erlach studierte nach dem Abitur am Karls-Gymnasium München 1990 Psychologie an der Ludwig-Maximilians-Universität München mit dem Schwerpunkt Pädagogische Psychologie und systemische Familientherapie. Sie erhielt einen Studienabschluss als Diplom-Psychologin 1998.
Als wissenschaftliche Mitarbeiterin unter Heinz Mandl forschte und publizierte sie von 1997 bis 2000 in der Arbeitsgruppe „Wissen und Handeln - Wissensmanagement“ des Lehrstuhls für Empirische Pädagogik und Pädagogische Psychologie an der LMU München. Sie hat sich auf die Erfassung, Analyse und Weitergabe von erfolgskritischem Erfahrungswissen mithilfe narrativer Methoden spezialisiert. Von 2007 bis 2011 war sie im Vorstand des wissenschaftlichen Institutes für narrative Methoden INAM e. V. in Heidelberg.
Erlach gehört zu den Wegbereiterinnen der narrativen Arbeit im deutschsprachigen Raum. Als Gründerin des Beratungsunternehmens Narrata Consult setzt sie seit den frühen 2000er Jahren narrative Methoden in Organisationen ein, um verborgene Wissensschätze, Werte und Haltungen zu heben und nutzbar zu machen (vgl. Schriften). Gemeinsam mit dem Medienwissenschaftler Michael Müller entwickelte sie das Paradigma der narrativen Organisationsentwicklung, die eine neue Perspektive auf Unternehmen ermöglicht.
Erlach leitet gemeinsam mit Michael Müller an der Hochschule der Medien (HdM) in Stuttgart die Weiterbildung zum Professionellen Storytelling (seit 2016) in Unternehmen und Narrative Organisationsberatung (seit 2020).
Erlach ist verheiratet, hat zwei Kinder und lebt in Burscheid.

## Schriften (Auswahl)
(Quelle: )

### Fachbücher
- mit Michael Müller: In Aktanz gehen. Wie man hinderliche Geschichten los wird. 2024. Heidelberg. Carl-Auer, Softcover, ISBN 978-3-8497-0551-0
- mit Michael Müller (Hrsg.): Narrative Organisationsentwicklung – Ein Arbeitsbuch in Fallbeispielen. 2022. Berlin, Heidelberg. Springer Gabler, Softcover ISBN 978-3-662-65414-9 / E-Book ISBN 978-3-662-65415-6
- mit Michael Müller: Narrative Organisationen. Wie die Arbeit mit Geschichten Unternehmen zukunftsfähig macht. 2020. Berlin. Springer Gabler, ISBN 978-3-662-60720-6 (eingeschränkte Vorschau in der Google-Buchsuche)
- mit Michael Müller: Narrative Organizations. Making Companies Future Proof by Working with Stories. 2020. Wiesbaden. Springer, ISBN 978-3-662-61420-4
- mit Jaques Chlopczyk (Hrsg.): Transforming Organizations. Narrative and Story-Based Approaches. 2019. Heidelberg. Springer Verlag, ISBN 978-3-030-17851-2
- mit Wolfgang Orians, Ulrike Reisach: Wissenstransfer bei Fach- und Führungskräftewechsel – Erfahrungswissen erfassen und weitergeben. 2024 (2. aktualisierte Auflage). München. Hanser Verlag, ISBN 978-3-446-47799-5
- mit Gabi Reinmann-Rothmeier, Heinz Mandl, Andrea Neubauer: Wissensmanagement: Lernen. 2001. Weinheim. Beltz. ISBN 3-407-36376-1

### Studien
- mit Karin Thier, Mario Oliva-Pena, Karolina Frenzel, Hermann Sottong, Michael Müller: Narrative Studie zum „Leben und Leiden berufstätiger Eltern - Eine qualitative Untersuchung zu Phänomenen und Regularitäten einer gesellschaftlichen Konfliktzone“. Auswertungsmethoden: Learning History und Storytelling-Analyse. Juni 2009. Institut für Narrative Methoden (INAM), Heidelberg[19]

### Fachaufsätze

#### Zu Narrativer Organisationsentwicklung
- mit Michael Müller, Heiko Roehl: Geronnene Erfahrung. Geschichten als Grundlage der Unternehmenskultur. In: ZOE, OrganisationsEntwicklung – Zeitschrift für Unternehmensentwicklung und Change Management, 2023, Heft Nr. 2, ISSN 0724-6110, S. 6–13
- mit Michael Müller: Was zählt, steckt in den Geschichten. Storylistening-Methoden in der narrativen Organisationsentwicklung. In: Organisationsberatung, Supervision, Coaching, 2022, Heft 29, ISSN 1618-808X (Print)/1862–2577 (ePaper), S. 163–178
- mit Michael Müller: Zwischen den Zeilen – Narrative Ansätze für die Organisationsentwicklung. In: ZOE, OrganisationsEntwicklung – Zeitschrift für Unternehmensentwicklung und Change Management, 2021, Heft 2, ISSN 0724-6110, S. 55–60[20]
- mit Michael Müller: Die narrative Organisation: Die Macht der Geschichten. In: managerSeminare – Das Weiterbildungsmagazin, Heft 271/Oktober 2020, ISSN 0938-6211, S. 58–65.
- mit Karin Thier: Vom Storytelling zum Storylistening: Authentische narrative Arbeit mit Organisationen am Beispiel Recruiting. In: S. Ettl-Huber (Hrsg.): Storytelling in Journalismus, Organisations- und Marketingkommunikation. 2019. Wiesbaden, Springer VS, ISBN 978-3-658-25727-9, S. 113–130
- mit Jaques Chlopczyk: Die Zukunft erzählen. Storytelling im Changemanagement. In: managerSeminare – Das Weiterbildungsmagazin, Heft 235/Oktober 2017, ISSN 0938-6211, S. 76–82
- Narration in der Organisationsberatung – Herangehensweise und Methodenset. Peer-reviewed paper zum Frühjahrskongress, 2017, Brugg und Zürich: Soziotechnische Gestaltung des digitalen Wandels – kreativ, innovativ, sinnhaft. Gesellschaft für Arbeitswissenschaft e.V., Dortmund (Hrsg.), ISBN 978-3-936804-22-5[21]
- mit Karin Thier: Mit Storytelling zur Seele des Unternehmens. In: Marketing Review St. Gallen, 2016, Heft 1, ISSN 1865-6544, S. 10–17

#### Zu narrativen Methoden im Wissensmanagement/-transfer
- Mit Storytelling das Wissen der Mitarbeitenden bewahren und weitergeben. In: changement! 2021, Heft 5, ISSN 2510-4926, S. 68–72
- Wissenstransfer von Erfahrungswissen bei ausscheidenden Experten. In: Arndt Borgmeier, Alexander Grohmann, Stefan F. Gross (Hrsg.): Smart Services und Internet der Dinge – Geschäftsmodelle, Umsetzung und Best Practices. 2017. München, Carl Hanser Verlag, ISBN 978-3-446-45184-1, S. 165–178
- Wissenstransfer mit Geschichten. In: Jacques Chlopczyk (Hrsg.): Beyond Storytelling. Narrative Ansätze und die Arbeit mit Geschichten in Organisationen. 2017. Berlin, Springer Gabler Vlg., ISBN 978-3-662-54156-2, S. 275–301
- mit Jörg Klein: Storytelling von Erfahrungswissen – Wissenstransfer im After Sales Service eines mittelständischen Maschinenbauunternehmens. In: Peter Geißler, Paul Kruse (Hrsg.): Das vernetzte Unternehmen. Wie der Digital Workplace unsere Zusammenarbeit neu gestaltet. 2015. Norderstedt, BoK-Books on Demand, ISBN 978-3-7392-9620-3, S. 185–196.

## Auszeichnungen
- 2003: Förderprogramm FLÜGGE des Bayerischen Staatsministeriums für Wissenschaft, Forschung und Kunst zur Gründung des Beraternetzwerkes Narrata Consult.[22]